# Вальстрём, Лидия
Лидия Вальстрём (швед. Lydia Wahlström, полное имя Lydia Katarina Wahlström; 1869—1954) — шведская феминистка, историк и писатель.

## Биография
Родилась 28 июня 1869 года в приходе Лундбю округа Вестманланд в семье Йохана Густава Вальстрёма (Johan Gustaf Wahlström) и его жены Иды Ребеки Шмидт (Ida Rebecka Schmidt); в семье были ещё три старшие сестры. 
Окончив в Стокгольме школу Wallinska skolan, в 1888 году поступила в Уппсальский университет, который окончила через три года бакалавром искусств в истории, скандинавских языках и политологии; в 1898 году в нём же защитила диссертацию на тему отношений Швеции и Дании в 1788—1789 годах. В 1892 году Лидия основала «Уппсальскую женскую студенческую ассоциацию» и стала её первым председателем. Члены ассоциации были первыми студентками в Швеции, которые носили студенческую шляпу, что в те времена не было принято. Обучалась в докторантуре, преподавала христианство в университете. 
Весной 1899 года Лидия Вальстрём переехала в Англию, где работала в школе для девочек в вместе со своей подругой Elisabeth af Jochnick. Вернувшись в Швецию, она стала работать завучем в Стокгольме в школе Åhlinska skolan. Вальстрём была источником вдохновения для многих её учеников, включая Карин Бойе, с которой она тоже подружилась.
Вальстрём была удостоена ряда наград: медалей Литературы и искусств (1924), Иллис Кворум (1934) и S:t Eriksmedaljen (1941, вручается работникам, которые проработали в городе Стокгольме в общей сложности более 30 лет). Она стала профессором в 1939 году.
Умерла 2 июня 1954 года в Стокгольме.

### Общественная деятельность
Вальстрём была одним из основателей Национальной ассоциации по избирательному праву женщин (Landsföreningen för kvinnans politiska rösträtt, LKPR) и её председателем в 1907–1911 годах. Ещё в студенческие годы она стала членом Союза Фредрики Бремер. В 1901 году она была избрана в партию  Nya Idun. Была соучредителем Стокгольмской ассоциации за политическое право женщин в голосовании в 1902 году и Ассоциации женщин-ученых в 1904 году. В 1906 году она также участвовала в формировании Общества религиозных наук в Стокгольме и была членом его Совета в течение нескольких лет. 20 июня 1911 года состоялось заседание Центрального совета LKPR, на котором Лидия Вальстрём официально подала в отставку, но продолжала работать над статьями для обсуждения и публичных выступлений.
После выхода на пенсию в 1934 году Вальстрём была активным лектором, путешествуя с выступлениями по стране. В 1930—1940 годах принимала участие в различных тоталитарных течениях, охвативших Европу. Во время Гражданской войны в Испании работала в Комитете женщин по делам детей Испании. В 1940-1945 годах  участвовала в деятельности антинацистской ассоциации Tisdagsklubben.

### Писательская деятельность
Лидия Вальстрём работал писателем более 60 лет: писала исторические труды и большое количество статей на тему права голоса женщин. Свою первую работу Dagny она опубликовала в 1893 году. В течение первого десятилетия XX века она написала биографии Бригитты Шведской и Эрика Гейера, а также несколько исторических работ о Швеции и Англии. В 1920-х годах  опубликовала три романа с автобиографическими элементами: Daniel Malmbrink, Sin fars dotter и Biskopen. Последние её работы были написаны в 1950-х годах.

### Личная жизнь

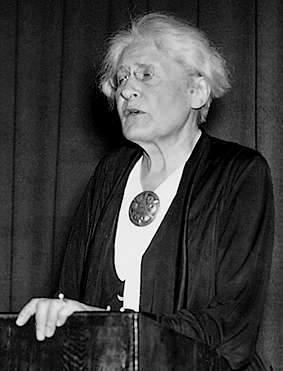

Личная жизнь Лидии Вальстрём характеризовалась периодическими близкими отношениями с женщинами. Во время учёбы и деятельности в Уппсале у неё были в течение нескольких лет страстные отношения с Кларой Йохансон, ставшей литературным критиком. Затем в жизни Вальстрём появилась Elisabeth af Jochnick, с которой более года она прожила в Англии. В 1902 году установились тесные отношения между Лидией Вальстрём и Анной Густафсон (Anna Gustafson), с которой они планировали построить собственный дом. Их отношения угасли после женитьбы Анны на Гидеоное Данелле в 1909 году.
В начале 1920-х годов установилась новая сильная связь между Лидией Вальстрём и её бывшей ученицей Анитой Натхорст (Anita Nathorst), которая изучала теологию. Прервав обучение в докторантуре, Анита переехала в квартиру Вальстрём в Стокгольме. Они прожили вместе в течение четырёх лет, но в 1930-х годах их отношения становились конфликтными, и в 1937 году Натхорст разорвала все контакты с Вальстрём.
После этого Лидия Вальстрём консультировалась с психоаналитиком, чтобы разобраться в своей сексуальной ориентации.